# Новое (Фёдоровский район)
Новое (каз. Новый) — упразднённое село в Фёдоровском районе Костанайской области Казахстана. Ликвидировано в 2009 году. Входило в состав Ленинского сельского округа.

## Население
В 1999 году население села составляло 168 человек (86 мужчин и 82 женщины).